# Черкијара ди Калабрија
Черкијара ди Калабрија је насеље у Италији у округу Козенца, региону Калабрија.
Према процени из 2011. у насељу је живело 1084 становника. Насеље се налази на надморској висини од 685 м.

## Становништво
Према резултатима пописа становништва 2011. у општини је живело 2.467 становника.
| 1951. | 1961. | 1971. | 1981. | 1991. | 2001. | 2011. |
| ----- | ----- | ----- | ----- | ----- | ----- | ----- |
| 4.589 | 4.354 | 3.836 | 3.458 | 3.106 | 2.942 | 2.467 |